# Заставний Василь Миколайович
Заставний Василь Миколайович (псевдо: «Лис», «Шершень»; 1907, с. Чижичі нині Ходорівська міська громада, Львівська область —  8 травня 1950, в лісі біля с. Кологори, нині Бібрська міська громада, Львівська область) — двічі Лицар Бронзового хреста заслуги УПА.

## Життєпис
Освіта — початкова. Одружений. Член ОУН із 1930-х рр. Керівник кущового проводу ОУН у західній частині Новострілищанського р-ну Львівської обл. (1944—1946), референт СБ (1946), а відтак організаційний референт і одночасно референт пропаганди (1946—1950) Новострілищанського районного проводу ОУН. Окрім того, виконував обов'язки кур'єра на лінії зв'язку Львівського крайового проводу ОУН. Загинув наскочивши на засідку оперативно-військової групи МДБ.
Автор музики до знаменитої повстанської пісні «Лента за лентою».
Старший вістун УПА (?).

## Нагороди
- Згідно з Наказом Головного військового штабу УПА ч. 2/47 від 2.09.1947 р. Василь Заставний — «Шершень» відзначений Бронзовим хрестом заслуги УПА.
- Згідно з Наказом Головного військового штабу УПА ч. 2/50 від 30.07.1950 р. Василь Заставний — «Шершень» вдруге відзначений Бронзовим хрестом заслуги УПА.

## Вшанування пам'яті
- 20.05.2018 р. від імені Координаційної ради з вшанування пам'яті нагороджених Лицарів ОУН і УПА у м. Жидачів Львівської обл. Бронзовий хрест заслуги УПА (№ 050) переданий Олександрі Нестеренко, доньці Василя Заставного — «Шершеня».